# Liliàcies

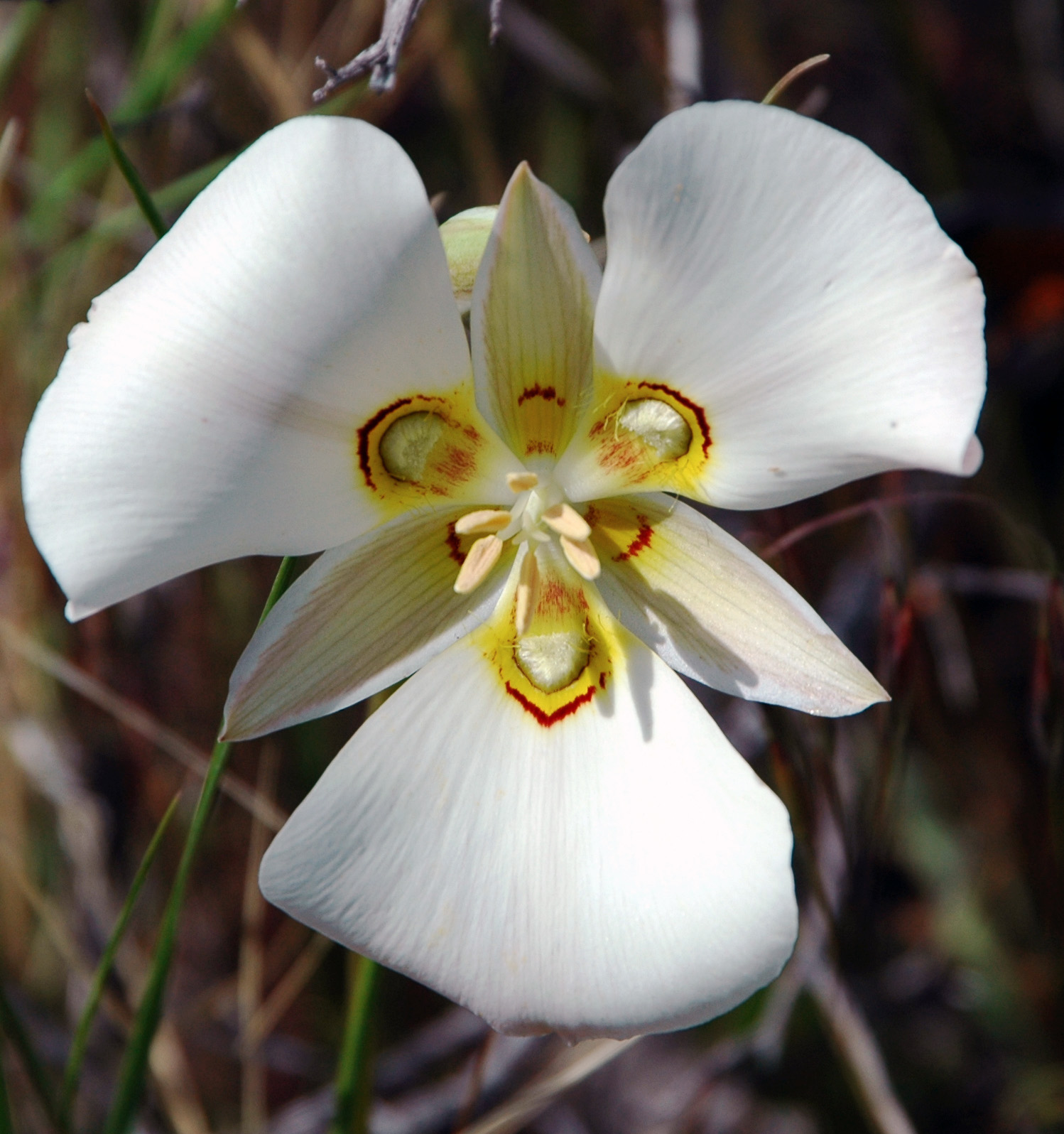
Flor Calochortus nuttallii. Com la majoria de liliàcies, és actinomorfa (o sigui, té simetria radial), té sis estams i té sis tèpals en tres verticils (aquí els tres del verticil inferior són més petits)

Les liliàcies (Liliaceae) són una família de plantes angiospermes de l'ordre de les lilials dins del clade de les monocotiledònies, natives de l'hemisferi nord, especialment de les zones temperades.

## Descripció
Són plantes herbàcies perennes i anuals, alguna arbustiva, amb bulbs i rizomes. Les fulles són molt variades, fins i tot algunes estan reduïdes a petites bràctees. Les inflorescències són raïms o cimes umbel·liformes. Les flors són, generalment, grans i vistoses, actinomorfes i hermafrodites. El periant consta de sis tèpals de coloració variada. Les flors tenen habitualment sis tèpals distribuïts en dos verticils, i sis estams (de vegades tres). El gineceu té tres carpels soldats amb l'ovari súper. El fruit és de tipus càpsula o baia.

## Ecologia
Les liliàcies han estat capaces de colonitzar un gran nombre d'ambients, encara que la majoria creixen a prats, camps de conreu i zones obertes dels boscos i garrigues, des de vora la mar fins a la muntanya.

## Taxonomia
Aquesta família va ser descrita per primer cop l'any 1789 a l'obra Genera Plantarum pel botànic francès Antoine-Laurent de Jussieu (1748 – 1836).Va arribar a ser una gran família que reunia a més de 300 gèneres i milers d'espècies de monocotiledònies amb 6 tèpals, 6 estams i ovari súper. En la revisió de la classificació botànica a partir dels estudis d'ADN es va demostrar que era un grup artificiós i parafilètic i s'ha dividit en nombroses famílies, algunes fins i tot fora de l'ordre de les lilials. Encara avui en dia, es pot trobar en algunes obres de referència, descripcions de les liliàcies tractades en el sentit més ampli del terme.

### Gèneres
Dins d'aquesta família es reconeixen els 15 gèneres següents:
- Amana Honda
- Calochortus Pursh
- Cardiocrinum (Endl.) Lindl.
- Clintonia Raf.
- Erythronium L.
- Fritillaria Tourn. ex L.
- Gagea Salisb.
- Lilium Tourn. ex L.
- Medeola Gronov. ex L.
- Notholirion Wall. ex Boiss.
- Prosartes D.Don
- Scoliopus Torr.
- Streptopus Michx.
- Tricyrtis Wall.
- Tulipa L.

## Usos
Moltes espècies són cultivades com a plantes ornamentals. En destaquen els lliris, les tulipes o algunes espècies dels gèneres Erythronium i Fritil·lària.